# فريدريك أريكسون
فريدريك أريكسون (بالسويدية: Fredrik Eriksson)‏ هو لاعب هوكي الجليد سويدي، ولد في 18 يوليو 1983 في أوربرو في السويد.

## وصلات خارجية
- فريدريك أريكسون على موقع EliteProspects.com (الإنجليزية)
- فريدريك أريكسون على موقع HockeyDB.com (الإنجليزية)